# Stengölen (Målilla socken, Småland)
Stengölen är en sjö i Hultsfreds kommun i Småland och ingår i Viråns huvudavrinningsområde.